# سيرافيم ميخائلوف
سيرافيم ميخائلوف هو لاعب كرة قدم بلغاري في مركز الهجوم، ولد في 25 أبريل 1995 في بلوفديف في بلغاريا. شارك مع منتخب بلغاريا تحت 17 سنة لكرة القدم ومنتخب بلغاريا تحت 21 سنة لكرة القدم. أما مع النوادي، فقد لعب مع بيرين جوتشي ديلتشيف وسبارتاك بلوفديف ونادي لوكوموتيف بلوفديف.

## وصلات خارجية
- سيرافيم ميخائلوف على موقع قاعدة بيانات كرة القدم.إي يو (الإنجليزية)
- سيرافيم ميخائلوف على موقع Soccerway.com (الإنجليزية)